# Переход Mac на Apple Silicon
Переход Mac на Apple Silicon — процесс внедрения Apple silicon на основе ARM64 и отказа от Intel x86-64 в линейке компьютеров Apple Macintosh. Генеральный директор Тим Кук объявил об этом плане в своём выступлении на WWDC 22 июня 2020 года. Процесс был завершён спустя три года, в июне 2023 года, когда Apple представила Mac Pro на базе Apple silicon.
Это третий раз, когда Apple перевела Macintosh на новую архитектуру. Первым был переход с собственной архитектуры Mac на основе Motorola 68000 на новую платформу PowerPC в 1994 году, а вторым был переход с PowerPC на Intel x86, о котором было официально объявлено в июне 2005 года.
Впервые Apple использовала архитектуру ARM в 1993 году в своем КПК Newton и с тех пор широко использовала ее в других линейках продуктов, включая iPhone, iPad, iPod и Apple Watch. Apple разрабатывает собственные чипы ARM с 2009 года.

## Предыстория

### Раннее участие в ARM
В 1990 году компания Acorn Computers сделала Apple первым значительным сторонним пользователем своей архитектуры ARM в КПК Newton. В результате сделки проект ARM перешел к отдельному юридическому лицу ARM Holdings, в котором Apple приобрела 43 % акций, а ARM была переименована из «Acorn RISC Machine» в «Advanced RISC Machines».

### Переход с PowerPC на Intel

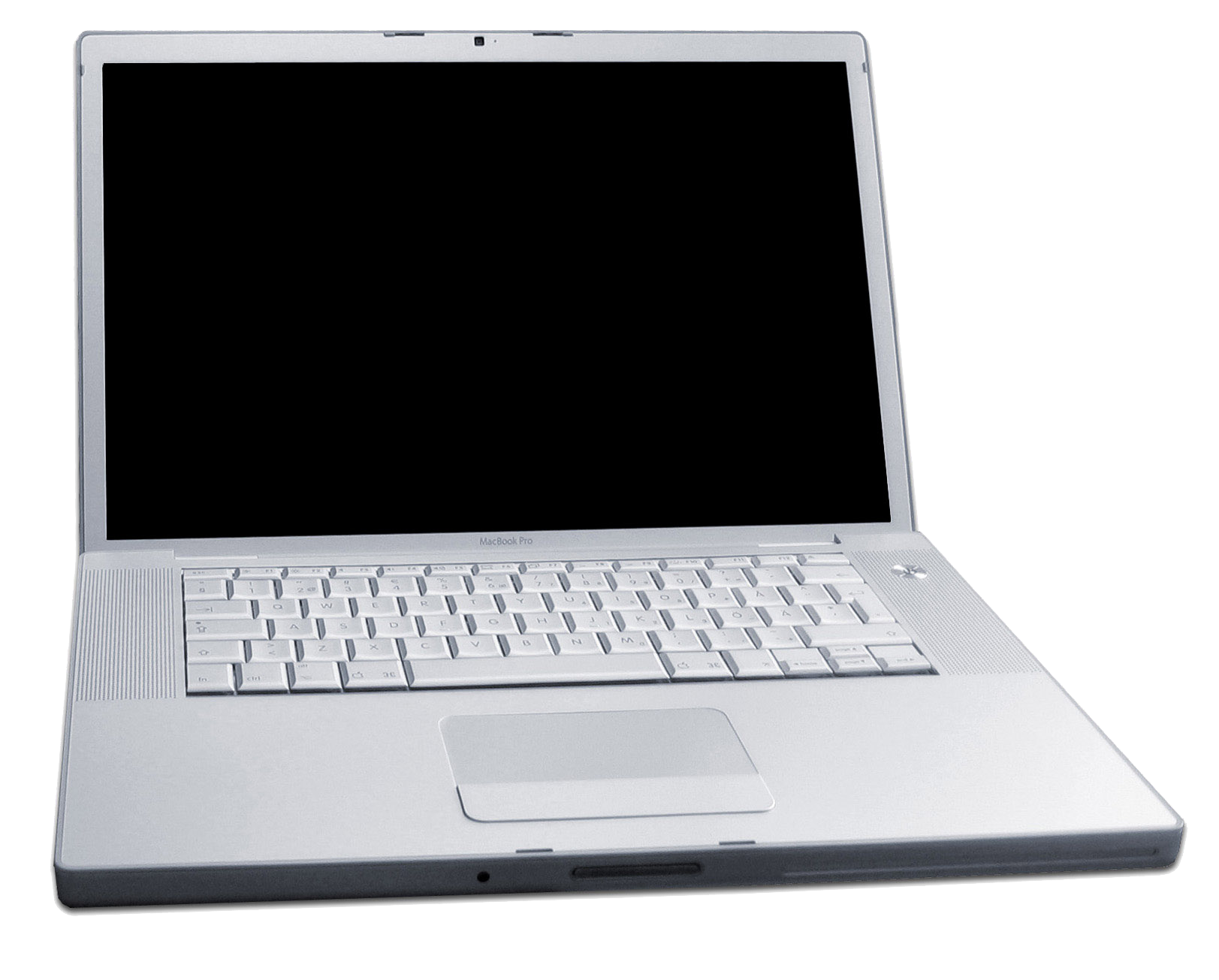
MacBook Pro первого поколения от 2006 года, один из первых компьютеров Mac с процессором Intel вместо процессора PowerPC

С момента перехода Apple в 2005—2006 годах на процессоры Intel все компьютеры Macintosh использовали архитектуру процессора Intel x86. В своем выступлении на WWDC 2005 года Стив Джобс отметил, что процессоры на базе Intel превзошли процессоры IBM PowerPC с точки зрения энергопотребления, и что если Apple продолжит полагаться на технологию PowerPC, они не смогут построить будущие Mac такими, какими они себе их представляют, включая высокопроизводительные рабочие станции и современные ноутбуки для быстрорастущего рынка ноутбуков: «Если мы посмотрим в будущее, мы можем увидеть некоторые удивительные продукты, которые мы хотим создать[…] И мы не знаем, как их построить с помощью PowerPC». К июню 2006 года только высокопроизводительные настольные компьютеры и серверные продукты Apple все еще использовали процессоры PowerPC. Аппаратный переход был завершен, когда в августе 2006 года были объявлены компьютеры Mac Pro и Xserve на базе процессоров Intel, а к концу года они были выпущены.
Apple прекратила поддержку запуска на PowerPC начиная с Mac OS 10.6 «Snow Leopard» в августе 2009 года, через три года после завершения перехода. Поддержка приложений PowerPC через Rosetta была исключена из macOS в 10.7 «Lion» в июле 2011 года, через пять лет после завершения перехода.

### Разработка процессоров

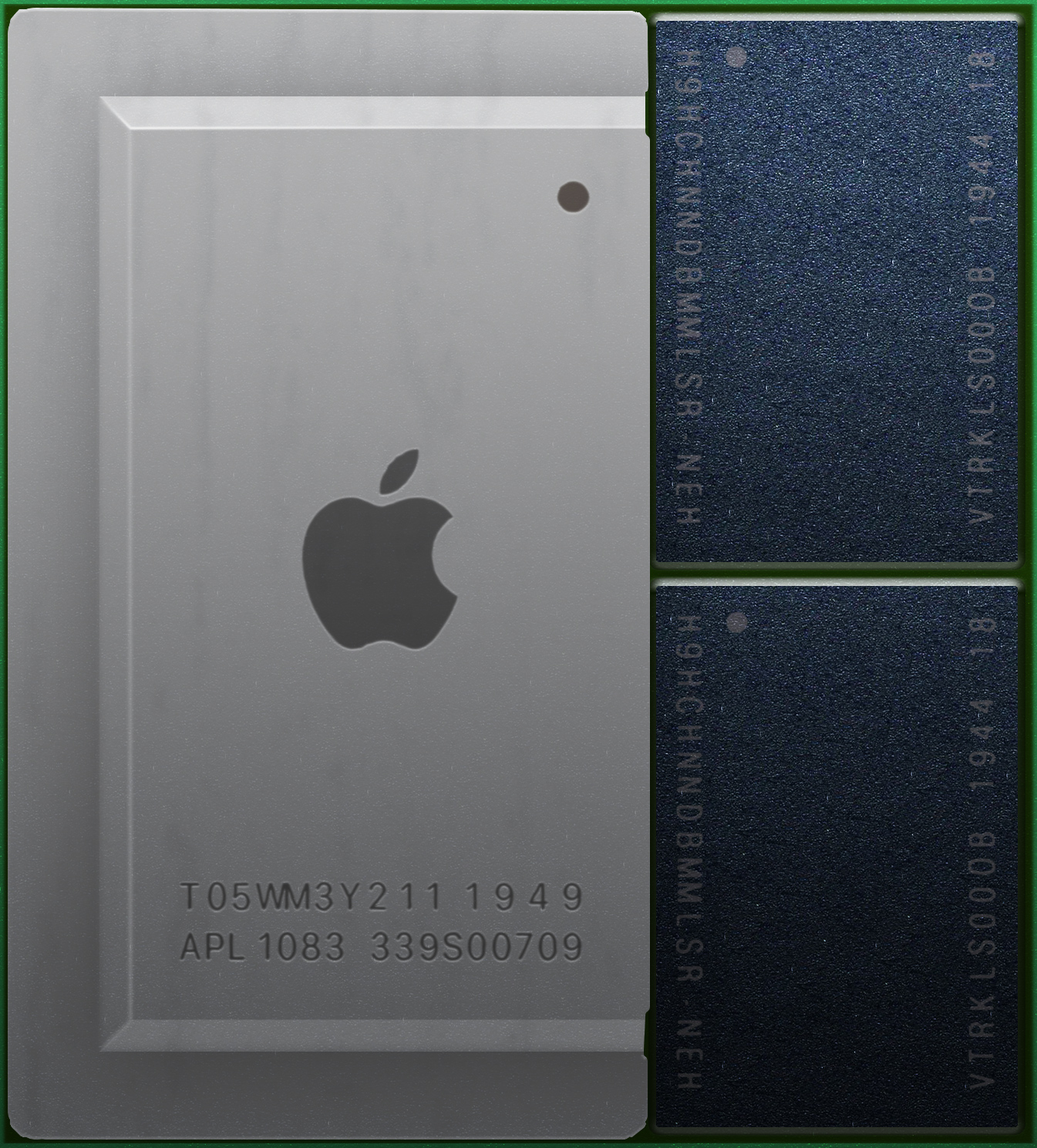
Процессор Apple A12Z

В 2009 году Apple купила процессорную компанию P.A. Semi за 278 миллионов долларов США. В то время сообщалось, что Apple купила P.A. Semi ради их интеллектуальной собственности и технического таланта. Генеральный директор Стив Джобс позже заявил, что P.A. Semi разработает систему на кристалле для iPod и iPhone. Затем Apple выпустила ряд продуктов с собственными процессорами.
Слухи о том, что Apple переводит Macintosh на процессоры ARM, разработанные по индивидуальному заказу, начали распространяться в 2011 году, когда SemiAccurate предсказал, что это произойдет к середине 2013 года. В 2014 году MacRumors сообщил, что Apple тестирует прототип Mac на базе ARM с большим трекпадом Magic Trackpad. В 2018 году Bloomberg сообщил, что Apple планирует использовать собственные чипы на основе архитектуры ARM начиная с 2020 года.
В последние годы в СМИ сообщалось о негодовании и проблемах Apple в связи с темпами и качеством развития технологий Intel. Apple, по сообщениям, имела проблемы с модемами Intel для iPhone в 2017 году из-за технических недоработок и несоблюдения сроков. Между тем в отчете за 2018 год указывалось, что проблемы с чипами Intel побудили изменить дизайн MacBook. В 2019 году Apple объяснила снижение продаж Mac нехваткой процессоров Intel.
К 2020 году процессор Apple A12X, используемый в iPad Pro 2018 года, по сообщениям, примерно соответствовал производительности процессора Intel Core i7, который использовался в MacBook Pro в то время.
В течение нескольких месяцев и недель, предшествовавших WWDC 2020, в многочисленных сообщениях СМИ предполагалось официальное объявление о переходе на новую архитектуру во время мероприятия.

## Переход на Apple silicon

### 2020
Apple объявила о своих планах по переходу платформы Macintosh на Apple silicon в нескольких презентациях на WWDC в июне 2020 года. Ожидается, что весь переход продуктовой линейки Macintosh займет «около двух лет», а первые Mac на базе ARM будут выпущены к концу 2020 года. Подобным образом говорили во время перехода Apple на Intel в 2005—2006 годы, при этом вместо двух этот переход занял около полутора лет.
Все встроенные приложения, включенные в релиз MacOS Big Sur, совместимы с архитектурами x86-64 и ARM. Другие приложения аналогичным образом делают двухплатформенными, включая такие известные программные программы, как Adobe Photoshop, Final Cut Pro и Microsoft Word.
Для того чтобы программное обеспечение x86 могло работать на новых компьютерах Mac на базе ARM, в MacOS Big Sur незаметно встроено программное обеспечение двоичной трансляции Rosetta 2. Universal binary 2 позволяет разработчикам приложений поддерживать как x86-64, так и ARM64.
Чтобы облегчить разработку программного обеспечения для будущих компьютеров Mac на базе ARM, прототип Mac на базе ARM будет предоставлен разработчикам приложений для тестирования. Этот Переходный комплект разработчика представляет собой существенно модифицированное оборудование iPad Pro внутри корпуса Mac mini.
10 ноября 2020 года компания Apple анонсировала Apple M1, свою первую систему-на-чипе на базе архитектуры ARM для использования в компьютерах Mac, а также обновленные модели Mac Mini, MacBook Air и 13-дюймового MacBook Pro на его основе.

### 2021
В апреле 2021 года Apple выпустила обновленный 24-дюймовый iMac на базе M1 взамен 21,5-дюймовой модели на базе процессоров Intel.
В октябре 2021 года Apple анонсировала чипы M1 Pro и M1 Max, а также обновленные 14- и 16-дюймовые MacBook Pro на их основе. В M1 Pro и M1 Max используются интегрированные графические процессоры, разработанные Apple, вместо интегрированных и дискретных GPU, поставляемых Intel и AMD, и не поддерживаются внешние GPU. После анонса Apple сняла с производства все свои ноутбуки на базе процессоров Intel.

### 2022
В марте 2022 года Apple анонсировала Mac Studio, новую модель настольного компьютера высокого класса, в которой используется M1 Ultra, конфигурация, состоящая из двух чипов M1 Max, объединённых технологией UltraFusion. Одновременно Apple сняла с производства 27-дюймовый iMac на базе процессоров Intel, сделав Mac Pro и Mac mini на Intel Core i5/Core i7 последними оставшимися компьютерами Mac на базе процессоров Intel. Одновременно с этим Apple подтвердила, что разрабатывает Mac Pro на базе Apple silicon, который завершит линейку компьютеров на базе Apple silicon.

### 2023
В январе 2023 года Apple анонсировала обновлённый Mac mini на базе чипов M2 и M2 Pro, одновременно с этим сняв с производства модель на базе процессоров Intel, сделав Mac Pro последним оставшимся компьютером Apple на базе процессоров Intel.
5 июня 2023 года на конференции WWDC 2023 Apple представила Mac Pro на базе Apple silicon, работающий на базе чипа M2 Ultra, а модель на базе Intel была снята с производства, тем самым, спустя три года, завершив процесс перехода линейки компьютеров Apple с Intel на Apple silicon.

### Производительность
Старший вице-президент Apple по разработке программного обеспечения Крейг Федериги в интервью после анонса перехода высоко оценил производительность Developer Transition Kit (DTK) и подтвердил, что от будущих коммерческих продуктов на основе Apple silicon, специально разработанных для платформы Macintosh можно будет ожидать высочайшей производительности: «Даже этот компьютер — DTK, который работает на существующем чипе из iPad, который мы не собираемся использовать в Mac в будущем — он нужен только для перехода — Mac прекрасно работает на этом процессоре. Это не та вещь, по которой можно судить о будущих компьютерах Mac […], но это дает вам представление о том, что может сделать наша команда разработки чипов, когда они даже не пытаются — а они будут пытаться».

## Влияние

### Apple
Этот переход позволяет Apple сократить расходы на электронные компоненты, поскольку ей больше не нужно приобретать дорогостоящие процессоры и чипсеты к ним у других сторонних производителей.
Кроме того этот переход был сделан в русле концепции «Эры пост-ПК» о наступлении которой Стив Джобс говорил ещё в начале 2010-х годов: предрекая, что будущее за посткомпьютерными устройствами, которые проще и понятнее привычных ПК, — сравнивая настольные персональные компьютеры (ПК) с грузовиками, в том плане, что как никто не будет пользоваться грузовиком для повседневных поездок, а будет использовать для этого легковой автомобиль, так же никто не будет пользоваться ПК для повседневных задач, используя для этого мобильные смартфон или планшет.
И теперь современные ARM-компьютеры Apple по своему внутреннему устройству стали подобны смартбукам — электронная начинка которых почти ничем не отличается от электроники интернет-планшета, в чём происходит размытие границ между современными MacBook`ами, планшетом iPad и смартфоном iPhone, — которое даёт как аппаратную так и программную совместимость между этими устройствами, и соответственно экономит приличные средства при проектировании и разработке новых устройств в трёх разных сегментах рынка. Также это упрощает системное программирование для этих разных устройств и кроме того подталкивает разработчиков программного обеспечения к тому чтобы они в равной мере развивали кросс-платформенный софт для смартфонов, планшетов и компьютеров, — чем Apple пытается решить проблему переноса огромного количества мобильных версий программ созданных для смартфонов iPhone и планшетов iPad на настольные компьютеры Apple, к чему компанию долгое время призывали некоторые эксперты. Ведь App Store — это «золотая жила», которая насчитывает 1,8 миллиона приложений для всех видов деятельности, от творчества до игр, финансов и спорта или информации, но большинство из них разработаны для миллиарда смартфонов iPhone используемых сегодня по всему миру.
А к концу 2022 года аналитики стали говорить, что потребители теряют интерес к ноутбукам на процессорах Intel и AMD — потому что их x86-CPU слишком сильно греются и слишком быстро разряжают аккумулятор. Потребители постепенно переключаются на ARM-лэптопы, доля которых на мировом рынке всего за три года выросла в 10 раз. И драйвером их популярности является компания Apple, — которая уже не первый раз в ИТ-истории задаёт тон новомодной тенденции.

### Intel
Источники оценили негативное влияние на выручку Intel в краткосрочной перспективе как умеренное, поскольку на долю Apple приходится 2-4 % годовых продаж Intel и только 6,9-12 % рынка ПК в Соединенных Штатах Америки и 7 % по всему миру. Спекуляции о долгосрочной перспективе заставили принять во внимание возможность того, что переход может побудить других производителей ПК взглянуть иначе на свою зависимость от архитектуры Intel x86, поскольку часто считают, что Mac задают тенденции в индустрии персональных компьютеров.

### Разработчики
Поскольку приложения, созданные для работы на платформе iOS, смогут работать на компьютерах Mac с процессором ARM, Apple надеется, что универсализация программного и аппаратного обеспечения облегчит разработчикам создание приложений, которые будут работать на всех устройствах Apple.

### Пользователи
Переход может сделать ноутбуки Mac более тонкими и лёгкими в будущем из-за более эффективного потребления энергии, которое процессоры Apple имеют по сравнению с процессорами Intel.
Приложения, созданные для платформы iOS, смогут работать на компьютерах Mac с процессором ARM, что значительно расширит набор программного обеспечения, доступного для платформы Macintosh.
Переход на проприетарный Apple silicon может серьезно уменьшить или полностью убрать заинтересованность в «Hackintosh», когда macOS работает на оборудовании обычного ПК в нарушение лицензионных ограничений.
Программное обеспечение Boot Camp, которое позволяет компьютерам Mac на базе Intel запускать Microsoft Windows в среде мультизагрузки, поддерживаемой Apple, не будет реализовано на будущих компьютерах Apple на основе Apple silicon. В конце июня 2020 года Apple заявила, что «не планирует напрямую запускать Windows» на компьютерах Macintosh с процессором ARM . Старший вице-президент Apple по разработке программного обеспечения Крейг Федериги предложил технологию виртуализации как жизнеспособную альтернативу: «В чистом виде виртуализация — это вариант[…] Гипервизоры могут быть очень эффективными, поэтому необходимость прямой загрузки не должна казать очень нужной.» Microsoft не прокомментировала, будет ли она расширять свою лицензию Windows на базе ARM за пределы предустановок в OEM-устройства.
Несмотря на отсутствие Boot Camp, на компьютеры Mac возможно установить сторонние операционные системы. Так, проект Asahi Linux развивает дистрибутив Linux, способный работать на данных компьютерах.

## Реакция
Как и в случае с объявлением Apple в 2005 году о своем плане перехода на процессоры на базе Intel, возникли, а потом развеяны опасения по поводу того, что Apple потенциально может пострадать от эффекта Осборна в результате объявления, из-за чего потребительский спрос будет падать из-за повышения осведомленности общественности об устаревании Wired выразил сомнения по поводу того, что дизайнеры Apple могут поднять процессоры, созданные для смартфонов, на уровень производительности Mac Pro, и задал вопрос об истинной продолжительности поддержки двоичных файлов Intel для Mac на базе ARM из-за неясного намерения Apple поддерживать их «долгие годы». С другой стороны, что Лорен Жирет отметила, что Apple может «преуспеть там, где Microsoft потерпела неудачу» из-за «тесной интеграции» Apple аппаратного и программного обеспечения, а также обширной коллекции приложений, которые уже могут работать на новой платформе.